# Husbands and Knives
Husbands and Knives är avsnitt sju från säsong nitton av Simpsons och sändes på Fox i USA den 18 november 2007. Avsnittet skrevs av Matt Selman och regisserades av Nancy Kruse. Gästskådespelare är Alan Moore, Art Spiegelman och Daniel Clowes som sig själva och Jack Black som Milo. Moore, som är ett fan av TV-serien, spelade in sina repliker i oktober 2006. Titeln på avsnittet är en referens till Woody Allens film Fruar och äkta män (på engelska: Husbands and Wives) från 1992.

## Handling
En ny serietidningsaffär, Coolsville Comics & Toys, öppnar i Springfield. Detta gör Comic Book Guy, ägaren till serietidningsaffären The Android's Dungeon, upprörd i och med att Milo, ägaren till Coolsville Comics & Toys, snabbt blir populär bland stadens invånare. Comic Book Guy gör allt han kan för att sabotera för Milo, men misslyckas. Han väljer då att stänga ned The Android's Dungeon och Marge Simpson tar då över lokalerna för att öppna ett gym enbart för kvinnor. Marge blir framgångsrik och detta gör hennes man, Homer Simpson, orolig eftersom han tror att hon ska lämna honom för en mer framgångsrik man.